# Hornilla de azafrán

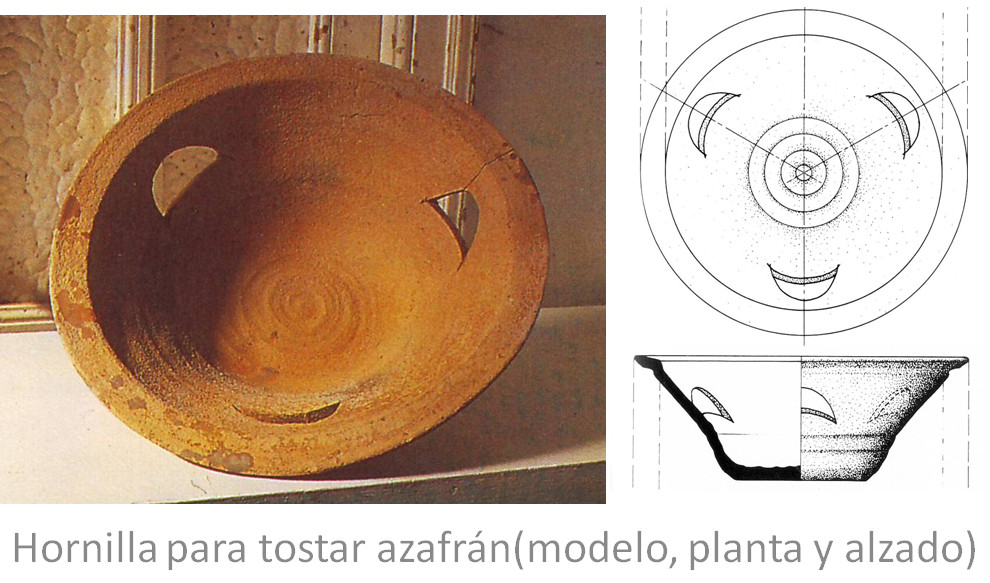
Hornilla para tostar azafrán. Alfarería tradicional desaparecida de Higueruela (Albacete, España), siglo XX.

Una hornilla de azafrán o tostaera era un recipiente alfarero de barro refractario usado para tostar el azafrán para su buena conservación. Objeto desaparecido del mobiliario de cocina del siglo XXI, es sustituido por papel de aluminio.

## Uso histórico
Siguiendo el relato del abate Rozier en su magna obra sobre agricultura (1781-1800), el azafrán «después de espinzado y oreado, se limpia de impurezas (hojillas o palitos) y se coloca en cedacillos muy claros, hechos a propósito, poniendo en cada uno una capa de un dedo de grueso, y lo llevan a tostar a las hornachas u hornillos, en los quales se coloca la lumbre necesaria para que se vayan calentando poco a poco...»
Más tarde, a finales del siglo XIX, en el breve manual titulado El azafrán y el añil y escrito como «Memorias de un labrador manchego y un cultivador de Bengala (Indostán)», se explica que «Los que tienen horno caliente de cocer pan a su disposición, hacen en él la tostadura, si bien está probado, que hecha la torrefación en hornillo de mano con fuego de carbón o cok, sale el azafrán de mejor y más subido color.»